# Adalbert de Provença
Adalbert fou un comte carolingi de Provença que hauria governat del 863 al 875. És probablement el mateix personatge que va rebre el govern de Marsella el 845 al mateix temps que Fulcrad va ser nomenat duc succeint a Guerí i que s'esmenta també com Audibert.
Segons Frédéric de Gingins-La-Serra, el ducat d'Arle en l'època de Lluís II el Jove fou administrat per un comte de nom Adalbert. Segons Gingins-La-Serra "...aquest monarca [Carles el Calb] va reunir [al govern de Llombardia] el de Provença o del ducat d'Arle que fins aleshores havia estat administrat en nom de l'emperador Lluís II per un comte Adalbert, amb títol de marcgravi (marchio). Per recomanació del papa Joan VIII el duc Bosó sembla que havia deixat a aquest marcgravi i a la comtessa Rotilda, la seva esposa, l'administració d'una part de la Provença on posseïa rics beneficis...".
Aquesta darrera afirmació és incerta. Sembla que Adalbert va governar el ducat sota Lluís el Jove fins a la mort d'aquest el 875. Bosó va acompanyar al rei Carles el Calb a Itàlia per rebre el títol imperial del papa Joan VIII. Llavors el nou emperador va nomenar al seu cunyat Bosó com a duc (càrrec equivalent a governador) de Llombardia i de Provença.